# ボルグンド・スターヴ教会
ボルグンド・スターヴ教会 (Borgund Stave Church, ノルウェー語 (ブークモール): Borgund stavkirke, ノルウェー語 (ニーノシュク): Borgund stavkyrkje) は、ノルウェーのヴェストラン県、ラルダール市のボルグンドにある全て木造のスターヴ教会（樽板教会）である。ソグン型と呼ばれ、3重の身廊をもつ。ノルウェーに現存する28のスターヴ教会の中で、最も保存状態の良い教会である。

## 構造

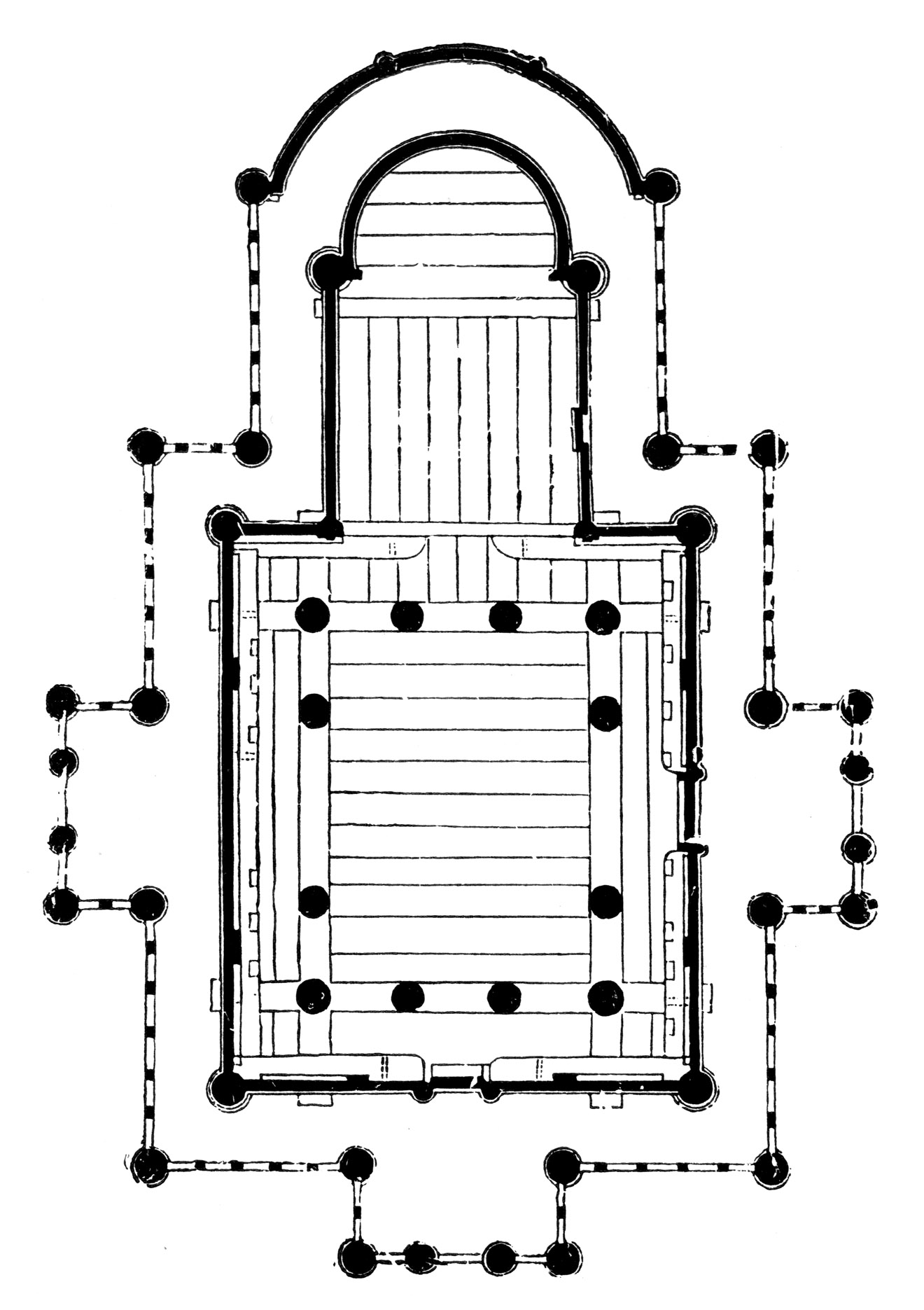
教会内部の平面概略図。

ボルグンドは、西暦1180年～1250年の間のいずれかの年に建設され、のちに追加建設、修復が行われている。
その壁は、垂直方向に並べた木の板によって形作られており、これをもって「樽板教会」とも呼ばれる。
四隅の柱（スターヴ）は床止めによって互いに連結された状態で、石の基礎に乗せられている。
樽板の残りは床止めから立ち上がっている。
それぞれの樽板には側面に溝と刻みが施されており、その結果、樽板同士が連結しあって丈夫な壁を作り出している。
ボルグンド・スターヴ教会はバシリカの設計に従って作られており、不完全な側廊と建て増しの内陣とアプスとを有する。
中央の身廊は高くなっており、四面をアーケードで区切られている。
回廊は演壇の周囲をめぐり、14世紀に増築された内陣とアプスにつながっている。
建物の外側を、もう一つの回廊がポーチのような形で取り囲んだ上部に、突き出て重なり合った屋根がかぶさっている。
教会の平面図は、ギリシャ十字の腕の1つにアプスが設置されたような形になっている。
教会入口は、3つの腕の交差点近くにある。
上部に明かり取りがあるだけで窓はない。天井は「シザーズ・トラス」(鋏梁)によって保持されている。
急角度に曲げられた2つの支柱が「Ｘ」字型に交差し、上部の建築径間が狭く、底部は広くなっている。
下端は底部トラスに接続されて、Ｘ字型を維持している。
ボルグンドの場合、梁をもう1本、Ｘ字の交差点と底部トラスとの間を通してあり、さらに頑丈な造りになっている。 
これにより、こけら板で覆われた急傾斜の屋根が安定する。
当初の屋根は、外側を縦方向に葺かれた板で覆われていたが、近年は木のこけら板が一般化してきた。
はさみ梁の屋根は、多くのスターヴ教会の特徴となっている。
十字トラス型の支柱は建物の壁にも使われていて、床からアーケード頂上付近の高さまで、斜めの梁が壁を横切っている。
さらにアーケードの上部には、装飾的な意味合いも込めて中央にメダリオンを施した梁が、聖アンデレ十字型に横切っている。
そこは二階部分に見えるのだが、実際の回廊ではなく、当時ヨーロッパ以外の場所にある石作りの大きな教会で見られるような位置に設置してある。
小十字に近い柱の間にはピンサー・トラスがあり、相互をさらに固くくさび止めしている。
支え要素のうち最も重要なのは、バットレスである。
バットレスを外壁からアーケードの頂上まで、ひざ継手とアーチで補助し、このため樽板の壁の外方向への推力を強化することができる。

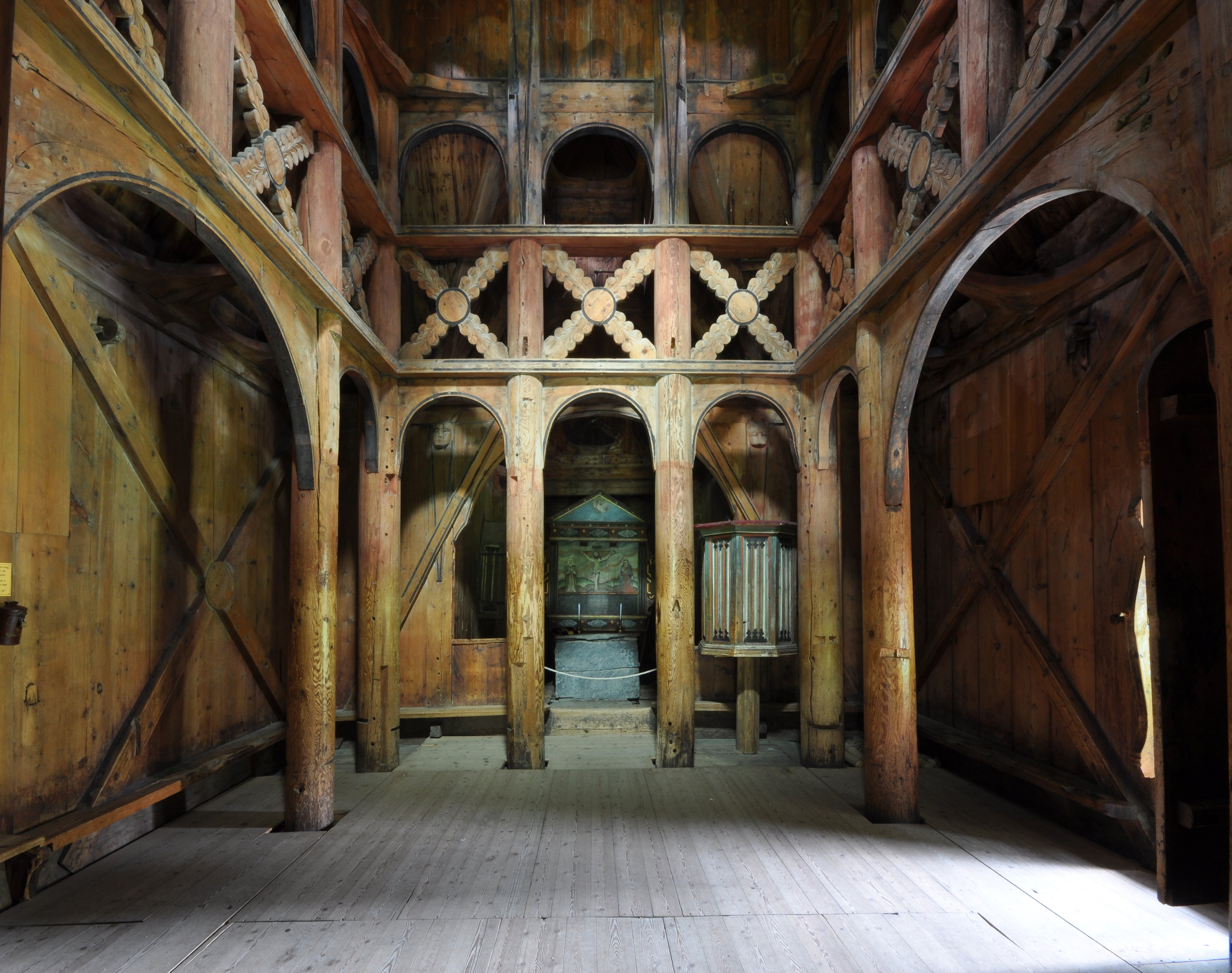
内部の様子

ボルグンド教会の屋根は突き出て段になっており、塔をいただいている。
切り妻屋根の上に4つ、上から威嚇するような姿の竜頭の彫刻が設置されている。
この竜の頭は、古代スカンジナビアのロングシップ船首にあった竜頭彫刻を思い起こさせる。
同時代ノルウェーで一般的だった小さな家形のブロンズ製聖遺物箱にも同じ竜頭が見られる。
ボルグンド教会の現在の竜頭は、おそらく18世紀のものである。
オリジナルの竜頭が、ロム・スターヴ教会やその近くのウルネス・スターヴ教会といった、現存するスターヴ教会としては最古のものに残されている。
またソグン地区にも、おそらく一時期、類似の竜頭が存在していたと思われる。
屋根の上の竜頭は、しばしば排水装置として使用される。
またボルグンド教会には、屋根の棟飾りが現存する数少ない教会である。透かし細工で葡萄と野菜の反復デザインが彫刻されている。
内部の備品のほとんどは撤去されている。
残っているのは、アーケードや演壇の外側にある屋根つき回廊の内壁に沿って設置されたベンチの列、石鹸石の聖水盤、17世紀の祭壇画と祭壇、16世紀の聖書台、16世紀の聖餐用器物保存の戸棚だけである。
宗教改革ののちに教会がプロテスタントの礼拝用に改装されていた時期も、ベンチ、講壇その他の標準的な教会家具は存在したが、ボルグンド教会が Fortidsminneforeningen (ノルウェーの歴史的記念物保存協会)の保護下に入った際に撤去された。
建物内には彫像や十字架像といった芸術作品が残されていたと思われるが、他の教会と同じく、現在では失われている。

## ルーン文字の銘
教会の壁からは、ルーン文字の銘文を見つけることができる。
一つは「トールがオーラヴ2世のミサの夕刻に、このルーンを書いた」と読め、もう一つは「アヴェ・マリア」と読める。
これらは教会の西入口付近で見つかる。

## 管理
1868年にボルグンド教区に新しい教会が建てられ、この年以降、古い教会は通常の用途では使用されていない。
1877年、ボルグンド・スターヴ教会を、Fortidsminneforeningen が購入した。
最初の英語ガイドブックは、1898年に発行された。

## 複製等
ボルグンド・スターヴ教会は、ファントフト・スターヴ教会を1883年にベルゲンのファナへ移築したり、1997年に再建したりする際のモデルとなった。
ドイツのハーンエンクレーのグスタフ・アドルフ・スターヴ教会は、1908年、ボルグンド教会をモデルに建てられた。
アメリカ合衆国サウスダコタ州ラピッドシティには、ボルグンド・スターヴ教会の複製、チャペル・イン・ザ・ヒルズがある。